# Makarij
Makarij je moško osebno ime.

## Izvor imena
Ime Makarij izhaja prek latinskega imena Macarius iz grškega imena Μακάριος (Makarios), to pa iz grške besede μακαριoς   (makarios) v pomenu »blažen, srečen«. Imenu Makarij v slovenskem prevodu ustreza ime Blaženko in ženski obliki Blažena, Blažemka 

## Različice imena
- moške različice imena: Gari, Kari
- pomensko sorodna imena: Blaženko (m), Blažena (ž), Blaženka (ž)

## Tujejezikovne različice imena
- pri Angležih: Macarius
- pri Madžarih: Makár
- pri Nemcih: Makarios
- pri Poljakih: Makary

## Pogostost imena
Po podatkih Statističnega urada Republike Slovenije na dan 31. decembra 2007 v Sloveniji ni bilo  moških oseb z imenom Makarij ali pa je bilo število nosicev tega imena manjše od 5.

## Osebni praznik
V našem koledarju z izborom svetniških imen, udomačenih med Slovenci in njihovimi godovnimi dnevi po novem bogoslužnem koledarju je ime Makarij zapisano 4 krat. Pregled godovnih dni v katerih poleg Makarija godujejo še Blaženko in osebe katerih imena nastopajo kot različice navedenih imen.
- 2. januar, Makarij Aleksandrijski, opat († 2. jan. 394?/408?/)
- 10. marec, Makarij Jeruzalemski, škof († 10. mar. 333? /335?/)
- 6. september, Makarij, mučenec
- 20. december, Makarij, mučenec

## Priimki nastali iz imena
Iz imena Makarij so nastali priimki: Mlakar, Makari, Kari, Makarovič in drugi.

## Zanimivost
Znan sodobni Makarij je bil Makarios III., ciprski nadškof in prvi predsednik Cipra izvoljen leta 1960.